# Patrice O'Neal

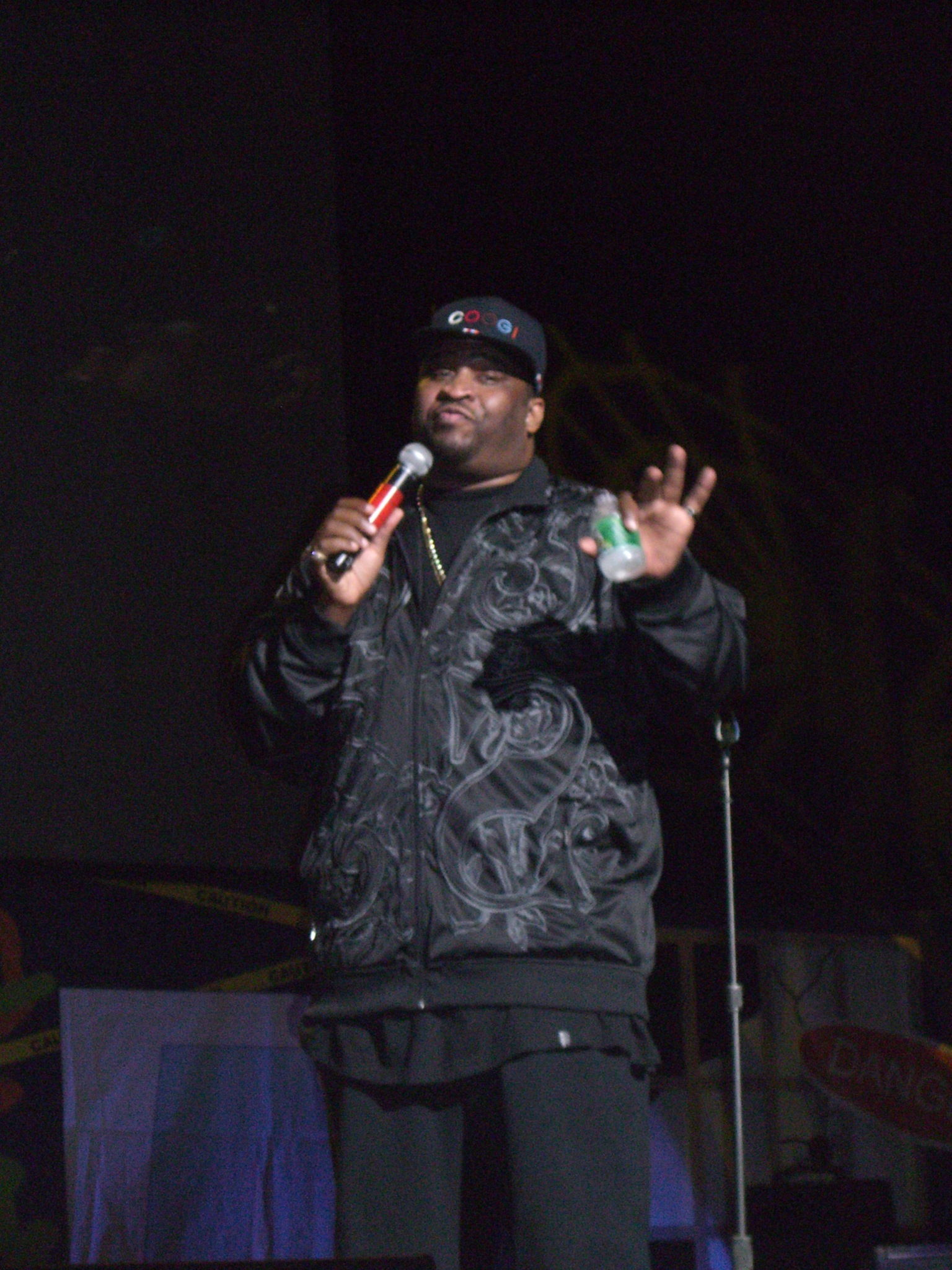
O'Neal, 2007

Patrice Malcolm O'Neal (n. 7 decembrie 1969 - d. 29 noiembrie 2011) a fost un actor american de film, stand-up comedy și TV.

## Filmografie

### Televiziune
| An(i)     | Titlu                      | Serial                      | Notes           |
| --------- | -------------------------- | --------------------------- | --------------- |
| 2002      | The Colin Quinn Show       | Mai multe roluri            |                 |
| 2002      | Contest Searchlight        | El însuși                   |                 |
| 2002      | Chappelle's Show           | Pit Bull                    | 2 episoade      |
| 2003      | Yes, Dear                  | Șoferul mașinii de tractare | 1 episod        |
| 2003      | Ed                         | Andre Stangel               |                 |
| 2003      | Arrested Development       | T-Bone                      | 1 episod        |
| 2004      | The Jury                   | Adam Walker                 | Recurring       |
| 2004      | Shorties Watchin' Shorties | Bebelulșul Patrice          | Voce            |
| 2004-2006 | O'Grady                    | Harold                      | Voce            |
| 2005-2007 | The Office                 | Lonny                       | 3 episoade      |
| 2006      | Web Junk 20                | Gazdă                       | 2 sezoane       |
| 2008      | Assy McGee                 | Anthony orbul               | voce            |
| 2008      | Z Rock                     |                             | invitat special |
| 2011      | The Roast of Charlie Sheen | El însușu                   |                 |

### Film
| An (i) | Titlu                | Rol          | Note |
| ------ | -------------------- | ------------ | ---- |
| 2002   | 25th Hour            | Khari        |      |
| 2003   | Head of State        | Warren       |      |
| 2003   | In the Cut           | Hector       |      |
| 2006   | Scary Movie 4        | Rasheed      |      |
| 2010   | Furry Vengeance      | Gus          |      |
| 2011   | Elephant in the Room | El însuși    |      |
| 2012   | Nature Calls         | Mr. Caldwell |      |